# Zonosagitta littoralis
Zonosagitta littoralis är en djurart som tillhör fylumet pilmaskar, och som först beskrevs av Takasi Tokioka och Pathansali 1965.  Zonosagitta littoralis ingår i släktet Zonosagitta och familjen Sagittidae. Inga underarter finns listade i Catalogue of Life.